# McGraw-Hill Building
« McGraw Hill Building » redirige ici. Ne pas confondre avec 1221 Avenue of the Americas.
McGraw-Hill Building désigne deux bâtiments distincts situés dans le quartier de Midtown, dans l'arrondissement de Manhattan à New York.

## Histoire
Le bâtiment original McGraw-Hill building, de l'architecte Raymond Hood, sur la 42nd Street (33 étages, 148 m de haut) fut achevé en 1931, la même année que l'Empire State Building. Les façades du bâtiment sont faites de carreaux de céramique bleu-vert, alternant avec des fenêtres hautes montées sur un châssis métallique vert. Ce bâtiment fut le seul présenté lors de la célèbre exposition de Style international du Museum of Modern Art en 1932, il est également cité comme exemple de réalisation Art déco.
Situé à l'ouest de la 42e rue, entre les Huitième et Neuvième Avenues, le McGraw-Hill Building fut le plus haut bâtiment du quartier de la Hell's Kitchen pendant des décennies. Il perdit son statut lors de la construction du One Worldwide Plaza, achevé en 1989. Il est toujours visible de loin, mais il est largement dominé par le récent Orion Building dans le même îlot urbain, un complexe résidentiel de 58 étages également de couleur verte.

## 1221 Avenue of the Americas

Emplacement du McGraw-Hill Building au sein du Rockefeller Center.

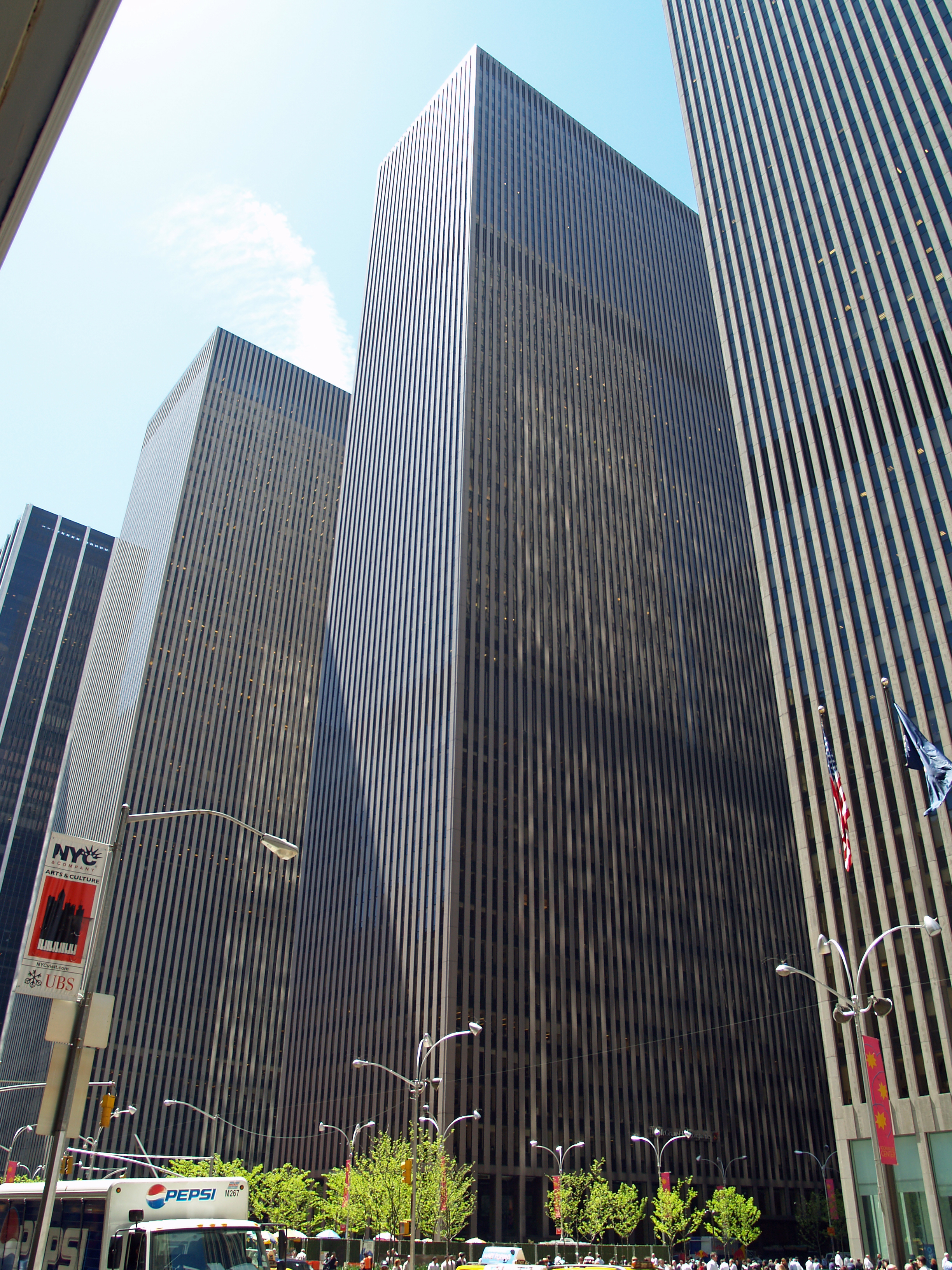
Les 'XYZ' Buildings du Rockefeller Center sur la Sixième Avenue. Au centre le McGraw-Hill.

Le plus grand des deux bâtiments de McGraw-Hill fait partie de trois constructions connues sous le nom de XYZ Buildings. Les XYZ Buildings faisaient partie de l'extension du Rockefeller Center dans les années 1960. Tous trois furent conçus par le bureau d'architecture de Wallace Harrison.
Le McGraw-Hill Building est le Y Building au 1221 Avenue of the Americas. Il fut le premier achevé, en 1969, et il est le second en hauteur avec ses 205 m et 51 étages. Il dispose de 241 500 m² de surface de planchers. Le X Building, 1251 Avenue of the Americas (L'Exxon Building), est le plus grand avec ses 229 m et 54 étages, il fut achevé en 1971. Le Z Building, le plus petit et le plus récent, est le  Celanese Building avec 45 étages et une hauteur de 180 m.
Les bâtiments sont similaires, par leur conception et leur aspect, aux défuntes Twin Towers du World Trade Center dans le Financial District.
C'est dans ces immeubles que le film Le Diable s'habille en Prada a été tourné.